# Adiri (Mythologie)
Adiri ist in der melanesischen Mythologie und traditionellen Religion die Vorstellung einer jenseitigen Welt, das Reich der Toten, welches nicht leicht und nicht von jedem zu finden ist.

## Bedeutung
Westliche Missionare und Religionsforscher interpretierten Adiri mit der christlichen Vorstellung vom Paradies. Hierbei ist zu berücksichtigen, dass in der traditionellen Religion der Melanesier das Jenseits nicht als kategorisch anders gesehen wird, da Diesseits und Jenseits untrennbar miteinander verbunden sind, und der Tod nur den Übergang in die nächsthöhere Stufe darstellt. Darüber hinaus ist Adiri in der melanesischen Glaubensvorstellung ein Grundelement der Ahnenverehrung. Diese darf nicht mit einer einfachen Totenverehrung verwechselt werden, denn es geht dabei nicht nur um die Seelen gerade Verstorbener, sondern um alle Toten, die genau wie lebende ältere Angehörige als weiterhin existent verehrt werden.
Adiri ist das Land der Toten, eine Unterwelt, in der das Leben ähnlich, aber einfacher ist als das Leben auf der Erde. Adiri soll entweder ein Berg oder eine Insel im Westen jenseits des Sonnenuntergangs sein. Die Toten existieren in Adiri in einem ruhigen Reich, wo sie für immer jung und ohne Schmerz, ohne Hunger und ohne die Schwierigkeiten des menschlichen Lebens sein werden. Nach dem Mythos überlebt die Seele den körperlichen Tod und muss eine gefährliche übernatürliche Reise antreten, vorbei an schwierigen Hindernissen und mystischen Torwächtern, die versuchen, den Übertritt nach Adiri zu vereiteln. Diejenigen, die es nicht schaffen, hören auf zu existieren. Und selbst diejenigen, die es schaffen, können aus Adiri und damit der Existenz verschwinden, wenn die Lebenden sie nicht richtig respektieren und sich nicht richtig an sie erinnern oder sie gar vergessen.
Speziell die Kiwai nennen das Totenreich synonym zu Adiri auch Woibu.